# قائمة زملاء الجمعية الملكية المنتخبين في 1721
هذه الصفحة تعرض قائمة زملاء الجمعية الملكية المُنتخبين لعام 1721.

## الزملاء
- Thomas Hewet [الإنجليزية]‏
- John Browne (chemist) [الإنجليزية]‏
- Sir George Savile, 7th Baronet [الإنجليزية]‏
- William Barrowby [الإنجليزية]‏
- باول دودلي
- جورج غراهام